# Albert Gercourt
Albert Adrien Boulet, dit Albert Gercourt est un acteur français, né le 11 décembre 1882 à Paris, ville où il est mort le 12 octobre 1963.

## Biographie
Fils des marchands de vin Joseph et Julie Boulet, Albert Gercourt naît le 11 décembre 1882 dans le 2e arrondissement de Paris.
Il meurt le 12 octobre 1963 en son domicile, au no 102, rue de la Tour dans le 16e arrondissement de Paris, et, est inhumé au Cimetière parisien de Bagneux (29e division). 

## Filmographie
- 1933 : Le Gendre de Monsieur Poirier de Marcel Pagnol - Le deuxième créancier
- 1936 : Le Coupable de Raymond Bernard - Lucas
- 1936 : L'Argent de Pierre Billon - Gundermann
- 1937 : La Bataille silencieuse de Pierre Billon - Sannemann
- 1938 : Adrienne Lecouvreur de Marcel L'Herbier - L'usurier
- 1938 : Le Joueur de Gerhard Lamprecht et Louis Daquin
- 1942 : La Neige sur les pas d'André Berthomieu
- 1942 : La Croisée des chemins d'André Berthomieu - Le facteur
- 1943 : Les Mystères de Paris de Jacques de Baroncelli - Maitre Jacques Ferrand
- 1943 : Arlette et l'Amour de Robert Vernay - Gilbert
- 1943 : Le Chant de l'exilé d'André Hugon - Manoel
- 1943 : Ne le criez pas sur les toits de Jacques Daniel-Norman- Le professeur Moucherotte
- 1945 : La Vie de bohème de Marcel L'Herbier - L'usurier
- 1945 : Peloton d'exécution d'André Berthomieu
- 1947 : Le Bateau à soupe de Maurice Gleize
- 1947 : Coïncidences de Serge Debecque - Monsieur Goulard, le contremaître
- 1949 : Fantômas contre Fantômas de Robert Vernay
- 1950 : Plus de vacances pour le Bon Dieu de Robert Vernay
- 1953 : Une fille dans le soleil de Maurice Cam - Carmichel
- 1955 : Le Chemin de l'étoile (court métrage) de Jean Mousselle - Edmond Gaspard, le pharmacien